# Kanton Molsheim
Der Kanton Molsheim ist ein französischer Wahlkreis im Département Bas-Rhin.
Der Kanton wurde am 4. März 1790 im Zuge der Einrichtung der Départements als Teil des damaligen „Distrikts Strasbourg“ gegründet.
Von 1871 bis 1919 gab es keine weitere Untergliederung des damaligen Kreises Molsheim.
Seit 28. Juni 1919 ist der Kanton Teil des neu gegründeten Arrondissements Molsheim.
Im Zuge der Neuordnung der Kantone in Frankreich änderte sich das Gebiet und die Größe des Kantons. Zuvor gehörten 20 Gemeinden dazu, nunmehr 31 Gemeinden. Dabei wurden einige Gemeinden des alten Kantons anderen Kantonen zugeordnet, während die neu hinzugekommenen Gemeinden vormals anderen Kantonen angehörten.

## Gemeinden
Der Kanton besteht aus 31 Gemeinden mit insgesamt 56.427 Einwohnern (Stand: 1. Januar 2021) auf einer Gesamtfläche von 264,52 km²:
| Gemeinde                   | Einwohner 1. Januar 2022 | Fläche km² | Dichte Einw./km² | Code INSEE | Postleitzahl | Arrondissement   |
| -------------------------- | ------------------------ | ---------- | ---------------- | ---------- | ------------ | ---------------- |
| Altorf                     | 1.414                    | 10,19      | 139              | 67008      | 67120        | Molsheim         |
| Avolsheim                  | 774                      | 1,83       | 423              | 67016      | 67120        | Molsheim         |
| Bergbieten                 | 732                      | 4,24       | 173              | 67030      | 67310        | Molsheim         |
| Bischoffsheim              | 3.352                    | 12,33      | 272              | 67045      | 67870        | Molsheim         |
| Bœrsch                     | 2.412                    | 23,39      | 103              | 67052      | 67530        | Molsheim         |
| Dachstein                  | 1.783                    | 7,46       | 239              | 67080      | 67120        | Molsheim         |
| Dahlenheim                 | 784                      | 5,35       | 147              | 67081      | 67310        | Molsheim         |
| Dangolsheim                | 697                      | 4,47       | 156              | 67085      | 67310        | Molsheim         |
| Dorlisheim                 | 2.616                    | 11,53      | 227              | 67101      | 67120        | Molsheim         |
| Duppigheim                 | 1.839                    | 7,38       | 249              | 67108      | 67120        | Molsheim         |
| Duttlenheim                | 2.903                    | 8,60       | 338              | 67112      | 67120        | Molsheim         |
| Ergersheim                 | 1.455                    | 6,51       | 224              | 67127      | 67120        | Molsheim         |
| Ernolsheim-Bruche          | 1.904                    | 6,59       | 289              | 67128      | 67120        | Molsheim         |
| Flexbourg                  | 483                      | 1,70       | 284              | 67139      | 67310        | Molsheim         |
| Grendelbruch               | 1.224                    | 14,63      | 84               | 67167      | 67190        | Molsheim         |
| Griesheim-près-Molsheim    | 2.303                    | 4,62       | 498              | 67172      | 67870        | Molsheim         |
| Innenheim                  | 1.221                    | 6,24       | 196              | 67223      | 67880        | Sélestat-Erstein |
| Kirchheim                  | 704                      | 2,30       | 306              | 67240      | 67520        | Molsheim         |
| Marlenheim                 | 4.211                    | 14,59      | 289              | 67282      | 67520        | Molsheim         |
| Mollkirch                  | 887                      | 12,47      | 71               | 67299      | 67190        | Molsheim         |
| Molsheim                   | 9.359                    | 10,85      | 863              | 67300      | 67120        | Molsheim         |
| Nordheim                   | 940                      | 6,32       | 149              | 67335      | 67520        | Molsheim         |
| Odratzheim                 | 522                      | 1,54       | 339              | 67354      | 67520        | Molsheim         |
| Ottrott                    | 1.555                    | 28,89      | 54               | 67368      | 67530        | Molsheim         |
| Rosenwiller                | 647                      | 5,50       | 118              | 67410      | 67560        | Molsheim         |
| Rosheim                    | 5.360                    | 29,55      | 181              | 67411      | 67560        | Molsheim         |
| Saint-Nabor                | 505                      | 1,89       | 267              | 67428      | 67530        | Molsheim         |
| Scharrachbergheim-Irmstett | 1.280                    | 3,22       | 398              | 67442      | 67310        | Molsheim         |
| Soultz-les-Bains           | 951                      | 3,55       | 268              | 67473      | 67120        | Molsheim         |
| Wangen                     | 645                      | 3,87       | 167              | 67517      | 67520        | Molsheim         |
| Wolxheim                   | 965                      | 2,92       | 330              | 67554      | 67120        | Molsheim         |
| Kanton Molsheim            | 56.427                   | 264,52     | 213              | 6710       | –            | –                |

Bis zur landesweiten Neuordnung der französischen Kantone im März 2015 gehörten zum Kanton Molsheim die 20 Gemeinden Altorf, Avolsheim, Dachstein, Dinsheim-sur-Bruche, Dorlisheim, Duttlenheim, Ergersheim, Ernolsheim-Bruche, Gresswiller, Heiligenberg, Lutzelhouse, Molsheim, Muhlbach-sur-Bruche, Mutzig, Niederhaslach, Oberhaslach, Soultz-les-Bains, Still, Urmatt und Wolxheim. Sein Zuschnitt entsprach einer Fläche von 203,60 km2. Er besaß vor 2015 einen anderen INSEE-Code als heute, nämlich 6714.